# Hypnea pannosa
Hypnea pannosa je druh červených řas, který se řadí do rodu Hypnea. Jedná se o mořské makroskopické řasy, které jsou pro svoji schopnost tvorby karagenanu, pěstovány v mnoha tropických zemích. Karagenan je hojně využíván v potravinářství jako náhrada želatiny.

## Zařazení
Hypnea je rod červených mořských řas, které se řadí do třídy Florideophyceae, řádu Gigartinales a čeledi Cystocloniaceae.

## Morfologie
Hypnea pannosa tvoří husté shluky složitě větvených „větví“. Větve rodu Hypnea jsou nazelenalé až fialové, na průřezu jsou kruhové, některé mírně stlačené. Šířka větví je 1,5 až 3 mm, vysoké mohou být až 8 cm. Větve na koncích thallu jsou krátké, tlusté a trnité. Jednotlivé druhy rodu Hypnea mají mnoho shodných morfologických znaků. Je tedy velmi obtížné od sebe druhy odlišit. Hypnea pannosa je specifická stlačenými, hodně rozvětveným stélkami s krátkými postranními větvemi, kulovitými cystokarpy a zonálními tetrasporangiemi po stranách.

## Rozšíření
Druh Hypnea pannosa je rozšířen v Atlantském, Tichém i Indickém oceánu, většinou vyrůstá v podobě vláknitých „polštářů“ na skálách v přílivových zónách. Tato řasa vykazuje sezónní hojnost, která je ovlivňována množstvím světla, teplotou a hladinami přílivu a odlivu. Země s nejhojnějším výskytem jsou Čína, Japonsko, Austrálie, Filipíny a Brazílie. Dále se Hypnea pannosa vyskytuje na Kapverdských ostrovech, v Kalifornském zálivu, ve střední a jižní Americe, na pacifických ostrovech a na jihu Asie.

## Chemické složení
Rod obsahuje steroly, seskviny, mastné kyseliny, sacharidy, terpeny, proteiny. Z extraktu H. pannosa bylo identifikováno šest mastných kyselin – methylmyristát, methylpalmitát, methylmargarát, methyloleát, methylstearát. H. pannosa vykazovala přítomnost cholesterolu, 22-dehydrocholesterolu a desmosterolu. Buněčná stěna všech červených řas obsahuje karagenany. Karagenany podporují flexibilitu stélky a také chrání stélku před dopady působení vln a vysychání. Vnější přírodní podmínky, jako je například teplota, množství srážek a slanost mají pravděpodobně vliv pravděpodobně ovlivňují výtěžek a viskozitu karagenanu.

## Význam
Jeho nejvýznamnějším použitím je výroba Karagenanu. Dále bylo prokázáno, že výtažek z Hypnea pannosa má analgetické vlastnosti. Při srovnání analgetického účinku H. pannosa s účinky jiných léčivých rostlin ukazuje, že má silnější účinek než ostatní. Taktéž bylo prokázáno, že Hypnea pannosa má smrtící účinek na háďátko Meloidogyne javanica. Je možné, že by tato řasa mohla sloužit jako základ pro vývoj biologicky odbouratelných pesticidů a biofarmaceutik. Také byl prokázán hypocholesteromický efekt.

### Karagenan
Karagenany se nacházejí v buňkách červených řas, kde slouží na podporu flexibility buněčné stěny. Karagenan je používán zejména v potravinářství, jako stabilizátor mléčných výrobků a sýrů, v pekařských výrobcích zlepšuje těsto a zvětšuje objem těsta. Lze ho nalézt i v potravinách konzumovaných při dietě, protože karagenan má schopnost zvětšit svůj objem, čímž způsobuje pocit nasycení. Jelikož se jedná o produkt řasy, je vhodný i jako alternativa k živočišné želatině. Uplatňuje se taktéž jako emulgátor do krémů nebo při výrobě mastí bez obsahu olejů. Při běžných dávkách nejsou známy nežádoucí účinky, ale u citlivých jedinců může dojít k alergické reakci (např. kopřivce). V Evropské unii je použití karagenanu povoleno v nezbytném množství dokonce může být přidáván do mléčné výživy pro kojence od ukončeného čtvrtého měsíce.